# Списак српских фудбалских клубова у Аустралији
Као једна од многих мигрантских група у Аустралији, српска дијаспора је допринела развоју фудбала у Аустралији формирањем бројних организованих фудбалских клубова у већини држава и територија у Аустралији пружајући пут свим Аустралцима да се такмиче. 
Најстарији од ових клубова су White City Beograd Woodville и Fitzroy City Serbia основани 1952. односно 1953. године. Ови клубови са српском подршком су учествовали и побеђивали на највишим нивоима игре Државне лиге, као и на Карађорђевом купу који се одржава сваке године од 1988. године. 
Ово је списак српских фудбалских (фудбалских) клубова у Аустралији:
ACT
- Canberra White Eagles

Нови Јужни Велс
- Bonnyrigg White Eagles
- Bonnyrigg Football Club
- Albion Park White Eagles
- White City Football Club
- Liverpool Sports Club
- FC Eagles Sydney

- White City Beograd

Западна Аустралија
- Dianella White Eagles
- Maddington Eagles

Викторија
- Casey Kings Krajina
- Fitzroy City Serbia
- Noble Park Drina
- Springvale White Eagles
- Westgate Sindjelic

QLD
- United Eagles
- Saint George Willawong FC